# Acebedo
Acebedo is een gemeente in de Spaanse provincie León in de regio Castilië en León met een oppervlakte van 50,18 km². Acebedo telt 215 inwoners (1 januari 2016).

## Demografische ontwikkeling
Bron: INE, 1857-2011: volkstellingen
Opm.: In 1857 werd Maraña een zelfstandige gemeente